# 西部濱海快速公路交流道列表

台61線標誌

台61線，又稱西部濱海快速公路，為縱貫中華民國（臺灣）西部沿海地區的快速公路。台61線於1990年代動工，至今仍有部份路段尚未通車，目前通車長度共計285.972公里（不含台61乙線）。
本表共分為交流道距離（里程）、交流道名稱、交流道形式、通車日、出口道路（包含聯絡地區）。交流道形式分為直接式、上下匝道、Y型、單葉型、多葉型、四葉型、鑽石型、喇叭型及複合型等。
2020年6月29日行政院公告調整路線為沙崙－青草崙，併入和解編台61甲線全線。由於起點調整至淡江大橋淡水端亦廢止原規劃之關渡－八里路段（0K～12.6K），已通車路段里程連帶全部變動，仍待公路總局公佈完整新里程。

## 北區
北區定義為新竹市、苗栗縣交界以北的路段。
興建單位：公路局北區新建公路工程分局；養護單位：公路局北區養護工程分局。
| 台61線北區路線設施里程一覽表                                      |      |                         |                       |                                     |                                                                          | |                                                                       |                                                                       |
| 標誌                                                              | 里程 | 名稱                    | 順樁預告              | 逆樁預告                            | 形式                                                                     | 通車日 | 銜接道路 →聯絡地區                                                    |                                                                       |
|                                                                   |      |                         |                       |                                     |                                                                          | |                                                                       |                                                                       |
|                                                                   | 0.0  | 淡水端                  |                       |                                     | 直接式＋半喇叭型                                                         | 預計2025年9月15日 | 台2乙線（中正路）、沙崙路、觀海路 · →淡水區沙崙、漁人碼頭、淡海新市鎮 | 台2乙線（中正路）、沙崙路、觀海路 · →淡水區沙崙、漁人碼頭、淡海新市鎮 |
| － 設機慢車道、人行/自行車道；預留八里輕軌路廊                    |      |                         |                       |                                     |                                                                          | |                                                                       |                                                                       |
| 0k～2k 淡水～八里一 興建中                                        |      |                         |                       |                                     |                                                                          | |                                                                       |                                                                       |
| 2                                                                 | 2.0  | 八里一                  | 快速公路通車起點      | 八里 快速公路通車終點               | 半套鑽石型                                                               | 2021年10月25日（北出南入） 預計2025年9月15日（南出北入）                                                                                           | 忠孝路 →八里區十三行                                                  |                                                                       |
| 4                                                                 | 4.0  | 八里二                  | 臺北港（A） 五股（B） | 臺北港（A） 五股（B）               | Y型（銜接） 分離式簡易鑽石型（銜接商港九路） 匝道（臺北港5號門銜接南入） | 2007年8月7日（原臺北港端） 2011年11月（原臺北港5號門銜接南入） 2021年10月25日（南出北入銜接） 2024年1月30日（北出銜接） 2024年12月24日（南入銜接） | 八里新店線（東）、商港九路、臨港大道 · →八里區、臺北港                |                                                                       |
| －                                                                |      |                         |                       |                                     |                                                                          | |                                                                       |                                                                       |
| 6                                                                 | 6.0  | 八里三                  | 八里                  | 八里                                | 鑽石型                                                                   | 2007年8月7日（南出北入） 2008年12月26日（北出南入）                                                                                                | 台15線（中山路） · →八里區下罟子                                      |                                                                       |
| 14                                                                | 14.0 | 林口                    | 林口                  | 林口                                | 分離式簡易鑽石型                                                         | 2009年1月（南出北入） 1997年8月29日（北出南入） | 市道106號（下福路） · →林口區、林口發電廠                             |                                                                       |
| －                                                                |      |                         |                       |                                     |                                                                          | |                                                                       |                                                                       |
| 此處有交通號誌                                                    | 16.8 | 林口平交路口            | 快車道禁止左右轉      | 快車道禁止左右轉                    | 平交路口                                                                 | 1997年8月29日 | 地區道路 →林口區小南灣                                                |                                                                       |
| 此處有交通號誌                                                    | 17.5 | 林口平交路口            | 快車道禁止左右轉      | 快車道禁止左右轉                    | 平交路口                                                                 | 1997年8月29日 | 東華路 →林口區小南灣                                                  |                                                                       |
| 19.0 地磅站 僅南下設置                                            |      |                         |                       |                                     |                                                                          | |                                                                       |                                                                       |
| 19                                                                | 19.0 | 蘆竹                    | 桃園機場 蘆竹         | 蘆竹                                | 分離式簡易鑽石型                                                         | 2005年12月16日 | 台15線（濱海路） · →蘆竹區海湖里                                        |                                                                       |
| －                                                                |      |                         |                       |                                     |                                                                          | |                                                                       |                                                                       |
| 22                                                                | 22.0 | 竹圍                    | 竹圍                  | （僅南出北入）                      | 半套鑽石型                                                               | 2005年12月16日 | 台15甲線（海港路） · →大園區竹圍                                      |                                                                       |
|                                                                   | 23.0 | 竹圍系統                |                       |                                     | Y型                                                                      | 預計2029年 | 桃園航空城北側聯外高速公路                                            | 桃園航空城北側聯外高速公路                                            |
| 24                                                                | 24.0 | 沙崙                    | （僅北出南入）        | 沙崙 竹圍                           | 半套鑽石型                                                               | 2005年12月16日 | 台15甲線（海港路）、中油沙崙聯絡道 · →大園區沙崙                      |                                                                       |
|                                                                   | 29.0 | 大園系統                |                       |                                     | Y型                                                                      | 預計2029年 | 大園支線                                                              | 大園支線                                                              |
| －                                                                |      |                         |                       |                                     |                                                                          | |                                                                       |                                                                       |
| －                                                                |      |                         |                       |                                     |                                                                          | |                                                                       |                                                                       |
| 29                                                                | 29.9 | 大園                    | 桃園機場 大園         | 大園 桃園機場（A） 大園（B）        | 複合鑽石型                                                               | 2005年12月16日 | 民生路、桃121線（許厝港路） · →大園區、桃園國際機場                   |                                                                       |
| －                                                                |      |                         |                       |                                     |                                                                          | |                                                                       |                                                                       |
| 33                                                                | 33.0 | 草漯                    | 草漯                  | 草漯                                | 簡易鑽石型                                                               | 2013年2月7日 | 桃35線（忠孝路） · →觀音區草漯、觀音工業區                            |                                                                       |
| －                                                                |      |                         |                       |                                     |                                                                          | |                                                                       |                                                                       |
| －                                                                |      |                         |                       |                                     |                                                                          | |                                                                       |                                                                       |
| 38                                                                | 38.0 | 桃科                    | 桃園科技工業園區      | （僅南出北入）                      | 半套鑽石型                                                               | 2006年10月5日 | 桃科九路、桃科十路 →觀音區、桃園科技工業區                            |                                                                       |
| －                                                                |      |                         |                       |                                     |                                                                          | |                                                                       |                                                                       |
| 42                                                                | 42.0 | 觀音                    | 觀音                  | 觀音                                | 鑽石型                                                                   | 2006年10月5日（北入南出） 2017年12月5日（南入北出） 預計2028年（立體化改建）                                                                       | 觀音大溪線⇒台15線 · →觀音區                                           |                                                                       |
| －                                                                |      |                         |                       |                                     |                                                                          | |                                                                       |                                                                       |
| 47                                                                | 47.0 | 永安                    | 新屋                  | 新屋                                | 鑽石型                                                                   | 2017年12月5日（北入南出） 2018年5月19日（南入北出）                                                                                                | 市道114號（中山西路） · →新屋區永安里、永安漁港                       |                                                                       |
| －                                                                |      |                         |                       |                                     |                                                                          | |                                                                       |                                                                       |
| －                                                                |      |                         |                       |                                     |                                                                          | |                                                                       |                                                                       |
| 57                                                                | 57.0 | 新豐一                  | 新豐 新豐休息站       | 新豐 新豐休息站                     | 鑽石型                                                                   | 2018年5月19日（南出北入） 2020年3月19日（北出南入）                                                                                                | 聯絡道⇒竹1線 · →新豐鄉紅毛港、新豐休息站                              |                                                                       |
| 58.3 休息站 需透過新豐一交流道匝道銜接平面側車道進出              |      |                         |                       |                                     |                                                                          | |                                                                       |                                                                       |
| －                                                                |      |                         |                       |                                     |                                                                          | |                                                                       |                                                                       |
| 60                                                                | 60.0 | 新豐二                  | （僅北出南入）        | 新豐                                | 半套鑽石型                                                               | 2020年9月14日 | 台15線 · →新豐鄉新子                                                  |                                                                       |
| 此處有交通號誌                                                    | 61.0 | 竹1線平交路口           | 快車道禁止左右轉      | 快車道禁止左右轉                    | 平交路口                                                                 | 2008年7月10日 2020年1月22日（復通） | 竹1線 · →新豐鄉鳳坑村                                                 |                                                                       |
| － 隧道 與台15線共構                                              |      |                         |                       |                                     |                                                                          | |                                                                       |                                                                       |
| 此處有交通號誌                                                    | 64.6 | 竹4線平交路口           | 快車道禁止左右轉      | 快車道禁止左右轉                    | 平交路口                                                                 | 2008年7月10日 2020年1月22日（北上復通） | 竹4線（鳳崗路五段） · →竹北市                                         |                                                                       |
| 此處有交通號誌                                                    | 65.0 | 西濱路二段265巷平交路口 | 快車道禁止左右轉      | 快車道禁止左右轉                    | 平交路口                                                                 | 2008年7月10日 | 西濱路二段265巷、蓮花路223巷 →竹北市                                  |                                                                       |
| 此處有交通號誌                                                    | 65.2 | 西濱路二段189巷平交路口 | 快車道禁止左右轉      | 快車道禁止左右轉                    | 平交路口                                                                 | 2008年7月10日 | 西濱路二段189巷、西濱路二段150巷 →竹北市                              |                                                                       |
|                                                                   |      | 鳳岡                    |                       |                                     | 鑽石型                                                                   | 預計2032年 | 竹4線（鳳岡路五段、鳳岡路三段） · →竹北市崇義里                       | 竹4線（鳳岡路五段、鳳岡路三段） · →竹北市崇義里                       |
| －                                                                |      |                         |                       |                                     |                                                                          | |                                                                       |                                                                       |
| 72.0k～76.0k 鳳山溪橋南端～浸水橋北端不通，暫以台15線代替 →新竹市 |      |                         |                       |                                     |                                                                          | |                                                                       |                                                                       |
| － 台15線                                                         |      |                         |                       |                                     |                                                                          | |                                                                       |                                                                       |
|                                                                   | 72   | 南寮                    |                       |                                     | 規畫中                                                                   | 預計2032年 | 南寮竹東線 · →北區南寮                                                | 南寮竹東線 · →北區南寮                                                |
| 72.0k～76.0k 鳳山溪橋南端～浸水橋北端不通，暫以台15線代替 →新竹市 |      |                         |                       |                                     |                                                                          | |                                                                       |                                                                       |
| －                                                                |      |                         |                       |                                     |                                                                          | |                                                                       |                                                                       |
| －                                                                |      |                         |                       |                                     |                                                                          | |                                                                       |                                                                       |
| 76                                                                | 76.7 | 大平交匝道              | 大                    | （僅南出北入）                      | 平交匝道                                                                 | 1995年（平交匝道） 預計2029年（立體化－大庄） | 香北路⇒台1線 · →香山區                                                |                                                                       |
| 此處有交通號誌                                                    | 78.6 | 中華路五段208巷平交路口 | 香山                  | 香山                                | 平交路口                                                                 | 1995年 | 中華路五段208巷 →香山區                                               |                                                                       |
| 此處有交通號誌                                                    | 78.8 | 中華路五段320巷平交路口 | 草納                  | 草納                                | 平交路口                                                                 | 1995年 | 中華路五段320巷 →香山區                                               |                                                                       |
| 79                                                                | 79.4 | 美山平交匝道            | 美山 香山工業區       | 大庄 美山 香山工業區                  | 平交匝道                                                                 | 1995年（平交匝道） 預計2029年（立體化－美山） | 美山路⇒台1線 · →香山區美山里                                          |                                                                       |
| 81                                                                | 81.3 | 海山平交匝道            | 海山                  | 香山                                | 平交匝道                                                                 | 1995年 | 海山港路⇒台1線 · →香山區海山里                                        |                                                                       |
| 82                                                                | 82.5 | 內湖平交匝道            | 內湖                  | 內湖                                | 平交匝道                                                                 | 1995年 | 長興街228巷 →香山區                                                   |                                                                       |
| 83                                                                | 83.7 | 香山平交匝道            | 香山交流道 頭份       | 香山交流道 香山 頭份（A） 香山（B） | 平交匝道                                                                 | 1995年（平交匝道） 預計2029年（立體化－香山） | 香山聯絡道⇒ 香山交流道、台1線、台13線 · →香山區                       |                                                                       |
| －                                                                |      |                         |                       |                                     |                                                                          | |                                                                       |                                                                       |
| 此處有交通號誌                                                    | 84.1 | 南港街52巷平交路口      | 南港賞鳥區            | 南港賞鳥區                          | 平交路口                                                                 | 1996年7月26日（平交匝道） #888 | 南港街52巷 →香山區                                                    |                                                                       |
| 此處有交通號誌                                                    | 84.1 | 南港街106巷平交路口     | 南十八尖山            | 南十八尖山                          | 平交路口                                                                 | 1996年7月26日 | 南港街106巷 →香山區、南十八尖山                                       |                                                                       |
| （下接崎頂平交匝道）                                              |      |                         |                       |                                     |                                                                          | |                                                                       |                                                                       |

## 中區
中區定義為苗栗縣至彰化縣的路段。
興建單位：公路局北區新建公路工程分局；養護單位：公路局中區養護工程分局。
| 台61線中區路線設施里程一覽表                                                                                  |       |                   |                        |                        |                           |                                                                                              |                                                                                    |                              |
| 標誌 | 里程  | 名稱              | 順樁預告               | 逆樁預告               | 形式                      | 通車日                                                                                       | 銜接道路 →聯絡地區                                                                 |                              |
| （上接南港街106巷平交路口）                                                                                   |       |                   |                        |                        |                           |                                                                                              |                                                                                    |                              |
| 87 | 87.6  | 崎頂平交匝道      | 崎頂 崎頂遊憩區        | 崎頂遊憩區 崎頂        | 平交匝道                  | 1996年7月26日（平交匝道） 預計2029年（立體化－崎頂）                                         | 苗2線 · →竹南鎮崎頂里                                                              |                              |
| 89 | 89.2  | 天祥平交匝道      | 崎頂                   | 崎頂                   | 平交匝道                  | 1996年7月26日                                                                                | 苗1線（天祥街） · →竹南鎮崎頂里                                                    |                              |
| 90 | 89.2  | 龍鳳平交匝道      | 竹南 龍鳳港            | （僅南下出口）         | 平交匝道                  | 1996年7月26日（平交匝道） 預計2029年（立體化－竹南二）                                       | 龍好路11巷 →竹南鎮崎頂里                                                           |                              |
| 90 | 90.4  | 西濱              | （僅北出南入）         | 新竹                   | 半套Y型                   | 2001年12月27日（北出南入） 預計2029年（立體化改建）                                          | 福爾摩沙高速公路                                                                   |                              |
| 此處有交通號誌                                                                                                | 90.6  | 龍鳳港平交路口    | 快車道禁止左右轉       | 竹南 龍鳳港            | 平交路口                  | 1996年7月26日（平交匝道） 預計2029年（立體化－竹南二）                                       | 苗3-1線（龍江街） · →竹南鎮龍鳳里                                                  |                              |
| 91 | 91.0  | 博愛平交匝道      | 竹南 竹南站            | 龍鳳港 竹南            | 平交匝道                  | 1996年7月26日（平交匝道） 預計2029年（立體化－竹南二）                                       | 博愛街 →竹南鎮                                                                     |                              |
| 此處有交通號誌                                                                                                | 91.6  | 復興路平交路口    | 竹南                   | 竹南                   | 平交路口                  | 1996年7月26日                                                                                | 復興路 →竹南鎮                                                                     |                              |
| 92 | 92.3  | 復興平交匝道      | 竹南                   | 竹南                   | 平交匝道                  | 1996年7月26日                                                                                | 保安路 →竹南鎮中美里                                                               |                              |
| 此處有交通號誌                                                                                                | 92.9  | 縣道124號平交路口 | 竹南                   | 竹南                   | 平交路口                  | 1996年7月26日                                                                                | 縣道124號（保福路） · →竹南鎮                                                      |                              |
| 93 | 93.6  | 竹南平交匝道      | 頭份 竹南交流道        | 竹南交流道 頭份        | 平交匝道                  | 1996年7月26日（平交匝道） 預計2029年（立體化－竹南三）                                       | 台1己線⇒ 竹南交流道 · →竹南鎮                                                      |                              |
| 此處有交通號誌                                                                                                | 94.2  | 海口平交路口      | 快車道禁止左右轉       | 快車道禁止左右轉       | 平交路口                  | 1996年7月26日                                                                                | （農路） →竹南鎮海口里                                                               |                              |
| － |       |                   |                        |                        |                           |                                                                                              |                                                                                    |                              |
| 99 | 99.6  | 大山平交匝道      | 大山交流道 外埔        | 外埔 大山交流道        | 平交匝道                  | 1996年7月26日（平交匝道） 預計2029年（立體化－大山）                                         | 苗8線 · →後龍鎮大山腳                                                              |                              |
| 101 | 101.3 | 外埔平交匝道      | 後龍 外埔漁港          | 外埔漁港 後龍          | 平交匝道                  | 1996年7月26日（平交匝道） 預計2029年（立體化－外埔）                                         | 苗11線（大山腳路） · →後龍鎮外埔                                                   |                              |
| 102 | 102.9 | 溪洲              | 後龍 水尾              | 溪洲 後龍              | 分離式簡易鑽石型          | 1996年7月26日                                                                                | 縣道126號（勝利路） · →後龍鎮水尾子                                                |                              |
| | 103.7 | 後龍              |                        |                        | Y型                       | 未定                                                                                         | 後龍汶水線                                                                         | 後龍汶水線                   |
| － 目前封閉改建中                                                                                             |       |                   |                        |                        |                           |                                                                                              |                                                                                    |                              |
| 105 | 105.3 | 後龍              | 苗栗 後龍交流道        | 苗栗 後龍交流道        | 部份苜蓿葉AB型            | 1996年7月26日                                                                                | 台6線、縣道119號 · →後龍鎮公司寮                                                   |                              |
| － 目前封閉改建中                                                                                             |       |                   |                        |                        |                           |                                                                                              |                                                                                    |                              |
| 109 | 109.3 | 赤土崎            | 赤土崎 好望角          | 好望角 赤土崎          | 簡易鑽石型                | 1996年7月26日                                                                                | 苗32線 · →後龍鎮                                                                   |                              |
| 111 | 111.8 | 白沙屯            | 西湖 白沙屯            | 白沙屯 西湖            | 鑽石型                    | 1996年7月26日（南出北入平交匝道） 2018年6月2日（立體化）                                     | 台1線 · →西湖鄉、通霄鎮白沙屯                                                      |                              |
| 115 | 115.0 | 新埔              | 新埔                   | 新埔                   | 簡易鑽石型                | 2018年6月2日                                                                                 | 新埔聯絡道⇒台1線 · →通霄鎮新埔                                                     |                              |
| － 隧道 |       |                   |                        |                        |                           |                                                                                              |                                                                                    |                              |
| 121 | 121.3 | 通霄一            | 通霄                   | 通霄                   | 簡易鑽石型                | 2007年2月5日（北出南入平交匝道） 2018年6月2日（立體化）                                      | 通霄聯絡道⇒台1線 · →通霄鎮通霄灣                                                   |                              |
| 122 | 122.3 | 通霄二            | 通霄                   | （僅南出北入）         | 半套鑽石型                | 2007年2月5日                                                                                 | 海濱路 →通霄鎮通霄                                                                 |                              |
| － |       |                   |                        |                        |                           |                                                                                              |                                                                                    |                              |
| | 125.3 | 五北              |                        |                        | 半套鑽石型                | 未定                                                                                         | 聯絡道⇒台1線 · →通霄鎮五里牌                                                       | 聯絡道⇒台1線 · →通霄鎮五里牌 |
| 127 | 127.0 | 苑裡              | 苑裡 苑港漁港          | （僅南出北入）         | 半套鑽石型                | 2007年2月5日                                                                                 | 苗39線 · →苑裡鎮苑裡、通霄鎮五南里                                                 |                              |
| － |       |                   |                        |                        |                           |                                                                                              |                                                                                    |                              |
| － |       |                   |                        |                        |                           |                                                                                              |                                                                                    |                              |
| 130 | 130.4 | 房裡              | 苑裡                   | （僅南出北入）         | 半套鑽石型                | 2000年12月22日（南出平交匝道） 2007年2月5日（北入平交匝道） 2018年3月31日（立體化）          | 縣道140號（田心二十四路） · →苑裡鎮房裡                                            |                              |
| － |       |                   |                        |                        |                           |                                                                                              |                                                                                    |                              |
| 134 | 134.0 | 大甲              | （僅北出南入）         | 大甲 苑裡              | 半套鑽石型                | 2000年12月22日（平交匝道） 2018年3月31日（立體化）                                           | 中3線（臨江路） · →大甲區日南                                                      |                              |
| － |       |                   |                        |                        |                           |                                                                                              |                                                                                    |                              |
| 136 | 136.9 | 福住              | 大甲 大安休息站        | （僅南出北入）         | 半套鑽石型                | 2000年12月22日（平交匝道） 2018年3月31日（立體化）                                           | 中7線（東西四路） · →大安區福住、大安休息站                                        |                              |
| － |       |                   |                        |                        |                           |                                                                                              |                                                                                    |                              |
| 138.1 休息站 交流道主線出口告示大安休息站僅中文出口告示，下福住交流道、大安一交流道匝道後需透過平面側車道進入 |       |                   |                        |                        |                           |                                                                                              |                                                                                    |                              |
| 139 | 139.1 | 大安一            | 大安                   | 大甲 大安休息站        | 複合鑽石型                | 2000年12月22日（平交匝道） 2018年3月31日（立體化）                                           | 市道132號（北出南入） · 中16線、中17線（南出北入） · →大安區龜殼＆海墘、大安休息站 |                              |
| － 位於大安一交流道南北側匝道間                                                                               |       |                   |                        |                        |                           |                                                                                              |                                                                                    |                              |
| 144 | 144.0 | 大安二            | （僅南入北出）         | 大安                   | 半套鑽石型                | 2000年12月22日（平交匝道） 2018年3月31日（立體化）                                           | 中17線、南埔路 · →大安區南埔                                                       |                              |
| － |       |                   |                        |                        |                           |                                                                                              |                                                                                    |                              |
| 150 | 150.0 | 清水              | 清水 台中港 高速公路   | 清水 高速公路          | 分離式簡易鑽石型          | 2000年12月22日                                                                               | 台10線（中清路） · 台17線（臨港路）⇒ 清水端 · →清水區、台中港、高美溼地            |                              |
| 150 地磅站 需透過清水交流道銜接                                                                               |       |                   |                        |                        |                           |                                                                                              |                                                                                    |                              |
| 154 | 154.2 | 梧棲              | 沙鹿 梧棲 台中港       | 台中港 梧棲 沙鹿       | 分離式簡易鑽石型          | 2009年12月7日                                                                                | 台12線（臺灣大道） · →梧棲區、沙鹿區、台中港                                       |                              |
| 157 | 157.6 | 龍井              | 龍井 台中港 龍井交流道 | 台中港（A） 龍井 （B） | 分離式簡易鑽石型＋半套Y型 | 2000年12月22日                                                                               | 向上路 →龍井區、台中港                                                             |                              |
| － 目前封閉改建中                                                                                             |       |                   |                        |                        |                           |                                                                                              |                                                                                    |                              |
| 166 | 166.2 | 伸港              | 伸港                   | 伸港                   | 分離式簡易鑽石型          | 2000年12月22日（平交匝道） 2013年9月12日（立體化）                                           | 彰濱聯絡道、彰1線、彰2線 · →伸港鄉                                                 |                              |
| 169 | 169.9 | 線西              | 線西 彰濱工業區線西區  | 彰濱工業區線西區 線西  | 分離式簡易鑽石型          | 2000年12月22日（南出北入平交匝道） 2004年1月13日（北出南入平交匝道） 2013年9月12日（立體化） | 縣道138號（彰濱3號道路）⇒線工路 · →線西鄉、彰濱工業區                              |                              |
| 169.9 休息站 規劃中                                                                                           |       |                   |                        |                        |                           |                                                                                              |                                                                                    |                              |
| 174 | 174.8 | 洋厝              | 洋厝 崙尾              | 崙尾 洋厝              | 分離式簡易鑽石型          | 2004年1月13日（平交匝道） 2013年9月12日（立體化）                                            | 濱海路（彰濱4號道路）⇒台17線 · →鹿港鎮                                             |                              |
| － |       |                   |                        |                        |                           |                                                                                              |                                                                                    |                              |
| 177 | 177.8 | 鹿港              | 鹿港 彰濱工業區鹿港區  | 彰濱工業區鹿港區 鹿港  | 簡易鑽石型                | 2004年1月13日                                                                                | 彰濱五路（彰濱5號道路） · ⇒鹿工路、台17線 · →鹿港鎮、彰濱工業區                    |                              |
| 180 | 180.0 | 福興              | 福興 鹿港              | 福興 鹿港              | Y型                       | 2004年1月13日（南出北入） 2013年11月18日（北出南入） 2023年11月1日（南入）                   | 縣道144號、彰30線 · →福興鄉、埔鹽鄉                                                |                              |
| 185 | 185.0 | 漢寶              | 漢寶                   | 漢寶                   | 分離式簡易鑽石型          | 2013年11月18日（南出北入） 2013年12月29日（北出南入）                                        | 側車道⇒台17線、芳漢路 · →福興鄉、芳苑鄉                                            |                              |
| 192 | 192.3 | 王功              | 王功                   | 王功                   | 分離式簡易鑽石型          | 2013年12月29日（南出北入） 2017年12月19日（北出南入）                                        | 台17線 · →芳苑鄉王功                                                               |                              |
| － |       |                   |                        |                        |                           |                                                                                              |                                                                                    |                              |
| 197 | 197.1 | 芳苑              | 芳苑                   | 芳苑                   | 簡易鑽石型                | 2017年12月19日（南出北入銜接） 2019年12月27日（北出南入銜接）                                | 芳苑草屯線⇒台17線 · →芳苑鄉永興村                                                  |                              |
| 208 | 208.4 | 大城              | 大城                   | 大城                   | 分離式簡易鑽石型          | 2013年5月10日（北出南入） 2019年12月27日（南出北入）                                         | 縣道152號（福建路） · →大城鄉、竹塘鄉                                              |                              |
| （下接橋頭交流道）                                                                                            |       |                   |                        |                        |                           |                                                                                              |                                                                                    |                              |

## 南區
南區定義為彰化縣、雲林縣交界以南的路段。
興建單位：公路局南區新建工程分局；養護單位：公路局雲嘉南區養護工程分局。
| 台61線南區路線設施里程一覽表                                                                                  |       |        |                                          |                                                    |                  | |                                                                      |                                            |
| 標誌 | 里程  | 名稱   | 順樁預告                                 | 逆樁預告                                           | 形式             | 通車日 | 銜接道路 →聯絡地區                                                   |                                            |
| （上接大城交流道）                                                                                            |       |        |                                          |                                                    |                  | |                                                                      |                                            |
| － 與台17線共構                                                                                               |       |        |                                          |                                                    |                  | |                                                                      |                                            |
| 216 | 216.4 | 橋頭   | 橋頭                                     | 橋頭                                               | 簡易鑽石型       | 2005年1月26日（南出北入） 2013年10月21日（北出南入）                                                       | 工業路（雲林生活圈一號道路） · 縣道153甲線 · →麥寮鄉橋頭、六輕工業區 |                                            |
| 221 | 221.0 | 麥寮   | 崙背 麥寮                                | 麥寮 崙背                                          | 簡易鑽石型       | 2013年10月21日                                                                                             | 縣道156號、縣道153甲線 · →麥寮鄉麥寮、崙背鄉                         |                                            |
| 224 | 224.9 | 湖仔內 | 湖仔內                                   | 湖仔內                                             | 分離式簡易鑽石型 | 2003年1月30日（北出南入） 2013年10月21日（南出北入）                                                       | 雲117線、台17線 · →臺西鄉湖仔內                                      |                                            |
| 224 地磅站 需透過湖子內交流道銜接                                                                             |       |        |                                          |                                                    |                  | |                                                                      |                                            |
| 226 | 226.7 | 崙豐   | 崙豐                                     | （僅南出北入）                                     | 半套鑽石型       | 2003年1月30日（北出南入） 2012年（改建為南出北入）                                                         | 台17線⇒縣道158甲線 · →臺西鄉崙豐                                     |                                            |
| 229 | 229.6 | 五條港 | 台西 五條港                              | 五條港 台西                                        | 分離式簡易鑽石型 | 2003年1月30日（南出北入） 2006年4月14日（北出南入）                                                        | 台17線、縣道155號 · →臺西鄉五條港                                    |                                            |
| 233 | 233.4 | 台西   | 古坑 台西                                | 台西 古坑                                          | 喇叭型           | 2006年4月14日（平交匝道） 2014年1月20日（立體化） 2014年8月31日（立體化）                                  | 台西古坑線⇒台17線 · →台西鄉海口                                      |                                            |
| 238 | 238.7 | 四湖   | 四湖 三條崙                              | 四湖                                               | 分離式簡易鑽石型 | 2006年4月14日                                                                                              | 縣道160號 · →四湖鄉飛沙、三條崙                                      |                                            |
| 247 | 247.0 | 口湖   | 口湖（247A） 口湖市區 口湖休息站（247B） | 口湖 四湖 下崙（247A） 口湖市區 口湖休息站（247B） | 複合鑽石型       | 2006年4月14日（南出北入） 2004年12月30日（北出南入）                                                       | 台17線、縣道164號 · →口湖鄉下崙＆金湖＆口湖市區、口湖休息站          |                                            |
| 246 休息站 需透過口湖交流道匝道B銜接， · 交流道主線出口告示口湖休息站僅中文出口告示，下匝道後需透過台17線進出 |       |        |                                          |                                                    |                  | |                                                                      |                                            |
| 253 | 253.0 | 水井   | 椬梧                                     | 椬梧                                               | 分離式簡易鑽石型 | 2004年1月19日（北出南入） 2004年12月30日（南出北入）                                                       | 台17線、雲150線 · →口湖鄉椬梧＆水井                                  |                                            |
| － 與台17線共構                                                                                               |       |        |                                          |                                                    |                  | |                                                                      |                                            |
| 259 | 259.5 | 鰲鼓   | 鰲鼓                                     | （僅南出北入）                                     | 半套鑽石型       | 2004年1月19日                                                                                              | 台17線、嘉2線 · →東石鄉鰲鼓、鰲鼓濕地森林園區                        |                                            |
| 261 | 261.8 | 東石一 | 快速公路 東石 六腳                       | （僅南出北入）                                     | 半套鑽石型       | 2004年1月19日                                                                                              | 縣道166號、東石嘉義線 · →東石鄉三塊厝＆東石市區、六腳鄉              |                                            |
| 262 | 262.8 | 東石二 | （僅北出南入）                           | 東石 朴子 快速公路                                 | 半套鑽石型       | 2004年1月19日                                                                                              | 縣道168號、東石嘉義線 · →東石鄉屯子頭＆東石市區、朴子市              |                                            |
| － |       |        |                                          |                                                    |                  | |                                                                      |                                            |
| 266 | 266.0 | 白水湖 | 過溝 白水湖                              | 白水湖 過溝                                        | 分離式簡易鑽石型 | 2004年1月19日                                                                                              | 嘉18線 · →東石鄉白水湖＆掌潭＆過溝                                   |                                            |
| 270 | 270.2 | 布袋一 | 布袋                                     | 布袋                                               | 分離式簡易鑽石型 | 2004年1月19日（南出北入） 2011年7月30日（北出南入）                                                        | 布袋第三漁港聯絡道⇒台17線 · →布袋鎮布袋市區                          |                                            |
| － |       |        |                                          |                                                    |                  | |                                                                      |                                            |
| 272 | 272.3 | 布袋二 | 布袋                                     | 布袋                                               | 分離式簡易鑽石型 | 2003年5月27日（北出南入） 2011年7月30日（南出北入）                                                        | 布袋聯絡道⇒市道172號、台17線 · →布袋鎮布袋市區                       |                                            |
| － |       |        |                                          |                                                    |                  | |                                                                      |                                            |
| | 277.4 | 新塭   |                                          |                                                    | 鑽石型           | 未定 | 縣道163號 · →布袋鎮新塭＆好美                                        | 縣道163號 · →布袋鎮新塭＆好美              |
| － 與台17線共構                                                                                               |       |        |                                          |                                                    |                  | |                                                                      |                                            |
| 281 | 281.0 | 南鯤鯓 | 南鯤鯓                                   | （僅南出北入）                                     | 半套鑽石型       | 2003年5月27日                                                                                              | 台17線 · →北門區蚵寮＆南鯤鯓                                         |                                            |
| － 目前封閉改建中                                                                                             |       |        |                                          |                                                    |                  | |                                                                      |                                            |
| 283 | 283.7 | 北門   | 玉井 北門                                | 北門 玉井                                          | 喇叭型           | 2004年1月19日（南出北入銜接） 2007年11月22日（北出南入銜接） 2014年6月30日（立體化） 2014年9月27日（銜接） | 北門玉井線、台17線 · →北門區南鯤鯓＆北門市區                         |                                            |
| 289 | 289.2 | 三寮灣 | 學甲 蘆竹溝                              | 蘆竹溝 學甲                                        | 分離式簡易鑽石型 | 2007年11月22日                                                                                             | 市道174號、市道173甲線 · →北門區蘆竹溝、學甲區                       |                                            |
| － 與市道173甲線共構                                                                                          |       |        |                                          |                                                    |                  | |                                                                      |                                            |
| 292 | 292.0 | 將軍   | 將軍 青鯤鯓 馬沙溝                       | 青鯤鯓 馬沙溝 將軍                                 | 分離式簡易鑽石型 | 2007年11月22日                                                                                             | 南312線、市道173甲線 · →將軍區馬沙溝＆青鯤鯓＆將軍市區               |                                            |
| 292 服務區 規畫中                                                                                             |       |        |                                          |                                                    |                  | |                                                                      |                                            |
| 298 | 298.6 | 七股   | 七股 鹽埕                                | 七股 鹽埕                                          | 部份苜蓿葉AB型   | 2007年11月22日（南出北入） 2015年6月27日（南出北入立體化） 2017年11月11日（北出南入）                      | 市道176號、市道173甲線 · →七股區鹽埕＆七股市區、七股鹽山             |                                            |
| － 與市道173甲線共構                                                                                          |       |        |                                          |                                                    |                  | |                                                                      |                                            |
| 305 | 305.2 | 十份   | 西港 十份 快速公路通車終點               | 快速公路通車起點                                   | 半套鑽石型       | 2017年11月11日（南出北入） 預計2028年8月2日（北出南入）                                                    | 市道173號、市道173甲線 · →七股區九塊厝＆十份、西港區                 |                                            |
| 305.2k～308.4k 十份～青草崙 興建中                                                                            |       |        |                                          |                                                    |                  | |                                                                      |                                            |
| － |       |        |                                          |                                                    |                  | |                                                                      |                                            |
| | 308.4 | 青草崙 |                                          |                                                    | 興建中           | 預計2028年8月2日（南出北入） 遠期規畫中（北出南入）                                                        | 台江大道⇒台17乙線 · →安南區青草崙＆土城子                            | 台江大道⇒台17乙線 · →安南區青草崙＆土城子  |
| |       | 台江   |                                          |                                                    | 未定             | 遠期規畫中                                                                                                 | 12 台江大道 · →安南區、台江國家公園                                  | 12 台江大道 · →安南區、台江國家公園        |
| |       | 科工   |                                          |                                                    | 未定             | 遠期規畫中                                                                                                 | 工業區聯絡道路 →安南區、台南科技工業區                               | 工業區聯絡道路 →安南區、台南科技工業區     |
| |       | 四草   |                                          |                                                    | 未定             | 遠期規畫中                                                                                                 | 11 四草大道 · →安南區鹿耳門                                          | 11 四草大道 · →安南區鹿耳門                |
| |       | 喜樹   |                                          |                                                    | 未定             | 遠期規畫中                                                                                                 | 台南關廟線                                                           | 台南關廟線                                 |
| |       | 正順北 |                                          |                                                    | 未定             | 遠期規畫中                                                                                                 | 台17線、台28線、正順北路 · →茄萣區、興達港                           | 台17線、台28線、正順北路 · →茄萣區、興達港 |
| |       | 永安   |                                          |                                                    | 未定             | 遠期規畫中                                                                                                 | 漁港聯絡道路 →永安區、永新漁港、永安工業區                           | 漁港聯絡道路 →永安區、永新漁港、永安工業區 |
| |       | 光和路 |                                          |                                                    | 未定             | 遠期規畫中                                                                                                 | 光和路 →彌陀區彌陀市區、彌陀漁港                                     | 光和路 →彌陀區彌陀市區、彌陀漁港           |
| |       | 楠海路 |                                          |                                                    | 未定             | 遠期規畫中                                                                                                 | 楠海路 →橋頭區、楠梓區、梓官區、蚵仔寮漁港                           | 楠海路 →橋頭區、楠梓區、梓官區、蚵仔寮漁港 |
| 預留延伸至屏東                                                                                                |       |        |                                          |                                                    |                  | |                                                                      |                                            |

## 規畫中或興建中的交流道
| 台61線路線設施里程一覽表 |       |          |          |          |                  |                   |                                                             |                                                             |
| 標誌                     | 里程  | 名稱     | 順樁預告 | 逆樁預告 | 形式             | 通車日            | 銜接道路 →聯絡地區                                          |                                                             |
|                          | 0.0   | 淡水端   |          |          | 直接式＋半喇叭型 | 預計2025年9月15日 | 台2乙線、沙崙路、觀海路 · →淡水區沙崙、漁人碼頭、淡海新市鎮 | 台2乙線、沙崙路、觀海路 · →淡水區沙崙、漁人碼頭、淡海新市鎮 |
|                          | 23.0  | 竹圍系統 |          |          | Y型              | 預計2029年        | 桃園航空城北側聯外高速公路                                  | 桃園航空城北側聯外高速公路                                  |
|                          | 29.0  | 大園系統 |          |          | Y型              | 預計2029年        | 大園支線                                                    | 大園支線                                                    |
|                          |       | 鳳岡     |          |          | 鑽石型           | 預計2032年        | 竹4線 · →竹北市崇義里                                       | 竹4線 · →竹北市崇義里                                       |
|                          |       | 南寮     |          |          | 規畫中           | 預計2032年        | 南寮竹東線                                                  | 南寮竹東線                                                  |
|                          | 103.7 | 後龍     |          |          | 喇叭型           | 未定              | 後龍汶水線                                                  | 後龍汶水線                                                  |
|                          | 125.3 | 五北     |          |          | 半套鑽石型       | 未定              | 聯絡道⇒台1線 · →通霄鎮五里牌                                | 聯絡道⇒台1線 · →通霄鎮五里牌                                |
|                          | 277.4 | 新塭     |          |          | 鑽石型           | 未定              | 縣道163號 · →布袋鎮新塭、好美                               | 縣道163號 · →布袋鎮新塭、好美                               |
|                          | 308.4 | 青草崙   |          |          | 興建中           | 預計2028年8月5日  | 12 台江大道⇒台17乙線 · →安南區青草崙＆土城                  | 12 台江大道⇒台17乙線 · →安南區青草崙＆土城                  |

| 台61線延伸高雄路線設施里程一覽表 |      |        |          |          |      |            |                                            |                                            |
| 標誌                             | 里程 | 名稱   | 順樁預告 | 逆樁預告 | 形式 | 通車日     | 銜接道路 →聯絡地區                         |                                            |
|                                  |      | 台江   |          |          | 未定 | 遠期規畫中 | 12 台江大道 · →安南區、台江國家公園        | 12 台江大道 · →安南區、台江國家公園        |
|                                  |      | 科工   |          |          | 未定 | 遠期規畫中 | 工業區聯絡道路 →安南區、台南科技工業區     | 工業區聯絡道路 →安南區、台南科技工業區     |
|                                  |      | 四草   |          |          | 未定 | 遠期規畫中 | 11 四草大道 · →安南區鹿耳門                | 11 四草大道 · →安南區鹿耳門                |
|                                  |      | 喜樹   |          |          | 未定 | 遠期規畫中 | 台南關廟線                                 | 台南關廟線                                 |
|                                  |      | 正順北 |          |          | 未定 | 遠期規畫中 | 台17線、台28線、正順北路 · →茄萣區、興達港 | 台17線、台28線、正順北路 · →茄萣區、興達港 |
|                                  |      | 永安   |          |          | 未定 | 遠期規畫中 | 漁港聯絡道路 →永安區、永新漁港、永安工業區 | 漁港聯絡道路 →永安區、永新漁港、永安工業區 |
|                                  |      | 光和路 |          |          | 未定 | 遠期規畫中 | 光和路 →彌陀區彌陀市區、彌陀漁港           | 光和路 →彌陀區彌陀市區、彌陀漁港           |
|                                  |      | 楠海路 |          |          | 未定 | 遠期規畫中 | 楠海路 →橋頭區、楠梓區、梓官區、蚵仔寮漁港 | 楠海路 →橋頭區、楠梓區、梓官區、蚵仔寮漁港 |

## 外部連結
- 西濱快速公路網站 （页面存档备份，存于）
- 省道快速公路交流道示意圖 （页面存档备份，存于）
  - 西部濱海快速公路北部路段通車示意圖
  - 西部濱海快速公路中部路段通車示意圖
  - 西部濱海快速公路南部路段通車示意圖
- 省道快速公路交流道里程一覽表 （页面存档备份，存于）